# Académie Admiral Farragut
L'Académie Admiral Farragut (en anglais : Admiral Farragut Academy) est une école située à St. Petersburg, en Floride.
Elle est nommée d'après le militaire David Farragut.
Les astronautes Alan Shepard et Charles Duke en sont des anciens élèves.